# 신장 부분 그래프

그래프의 신장 부분 나무 그래프

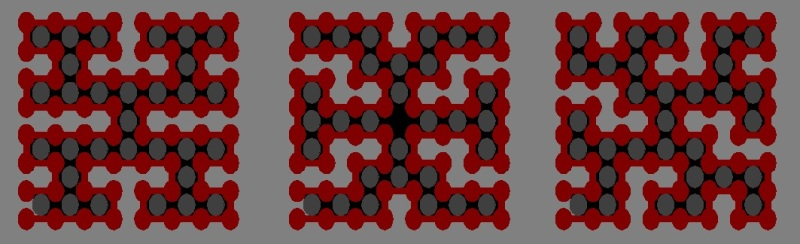
8*8 그리드 그래프의 세 가지 예

왼쪽의 그래프는 오른쪽과 같이 총 8개의 신장 부분 나무 그래프들을 갖는다.

그래프 이론에서 신장 부분 그래프(身長部分graph, 영어: spanning subgraph 스패닝 서브그래프[*]) 또는 생성 부분 그래프(生成部分graph)는 모든 꼭짓점을 포함하는 부분 그래프이다.

## 정의
그래프 {\displaystyle \Gamma }의 부분 그래프
{\displaystyle \Gamma '\subseteq \Gamma }
에 대하여, 만약
{\displaystyle \operatorname {V} (\Gamma ')=\operatorname {V} (\Gamma )}
라면, {\displaystyle \Gamma '}을 {\displaystyle \Gamma }의 신장 부분 그래프라고 한다. 나무 그래프인 신장 부분 그래프를 신장 나무 부분 그래프(身長나무部分graph, 영어: spanning subtree)라고 하며, 숲 그래프인 신장 부분 그래프를 신장 숲 부분 그래프(身長숲部分graph, 영어: spanning subforest)라고 한다.

### 인자
신장 부분 그래프 가운데, {\displaystyle r}-정규 그래프인 것을 {\displaystyle r}차 인자({\displaystyle r}次因子, 영어: {\displaystyle r}-factor)라고 한다. 특히, 1차 인자는 완벽 부합이라고 한다. (0차 인자는 꼭짓점 집합 위의 무변 그래프이다.)

페테르센 그래프에서, 붉은 변들은 1차 인자(완벽 부합)를 이루며, 푸른 변들은 2차 인자를 이룬다.
데자르그 그래프에서, 붉은 색의 변들 · 푸른 색의 변들 · 녹색의 변들은 각각 1차 인자(완벽 부합)를 이룬다.

### 최소 비용 신장 나무

평면 그래프의 최소 비용 신장 부분 나무 그래프

다음이 주어졌다고 하자.
- 연결 유한 그래프 {\displaystyle \Gamma }
- 함수 {\displaystyle f\colon \operatorname {E} (\Gamma )\to \mathbb {R} }. 이를 비용 함수(費用函數, 영어: cost function)이라고 하자.

{\displaystyle \Gamma }의 최소 비용 신장 나무 부분 그래프(最小費用身長部分graph, minimum cost spanning tree)는 {\displaystyle \Gamma }의 연결 신장 부분 그래프 {\displaystyle \Gamma '\subseteq \Gamma }가운데, 변들의 비용의 합, 즉
{\displaystyle \sum _{e\in \operatorname {E} (\Gamma ')\subseteq \operatorname {E} (\Gamma )}f(e)\in \mathbb {R} }
를 최소화하는 것이다. (이는 항상 나무 그래프가 되며, 항상 존재한다.)

## 성질
임의의 그래프 {\displaystyle \Gamma } 및 임의의 변 집합 {\displaystyle S\subseteq \operatorname {E} (\Gamma )}에 대하여, {\displaystyle \Gamma \setminus \operatorname {E} (\Gamma )}는 신장 부분 그래프이다. 즉, {\displaystyle \Gamma }의 신장 부분 그래프의 수는 {\displaystyle 2^{|\operatorname {E} (\Gamma )|}}이다.
특히, {\displaystyle \operatorname {V} (\Gamma )} 위의 무변 그래프 {\displaystyle \Gamma \setminus \operatorname {E} (\Gamma )}는 {\displaystyle \Gamma }의 신장 숲 그래프이다.
모든 연결 그래프는 적어도 하나의 신장 나무 부분 그래프를 갖는다. (무한 그래프의 경우 이를 증명하려면 선택 공리가 필요하다.)
연결 그래프의 경우, 신장 부분 나무 그래프는 그 순환 매트로이드의 기저(극대 독립 집합)와 같다.

### 알고리즘
유한 연결 그래프의 최소 비용 신장 나무 부분 그래프는 프림 알고리즘이나 크러스컬 알고리즘을 사용하여 다항 시간 안에 찾을 수 있다.

## 예
네 개의 꼭짓점을 갖는 완전 그래프 {\displaystyle K_{4}}는 총 {\displaystyle 2^{6}=64}개의 신장 부분 그래프를 가지며, 그 가운데 다음 16개가 신장 나무이다.
보다 일반적으로, 케일리 공식에 따라, {\displaystyle K_{n}}의 {\displaystyle 2^{n(n-1)/2}}개의 신장 부분 그래프 가운데
{\displaystyle n^{n-2}}
개가 신장 나무이다.
나무 그래프 {\displaystyle T}의 신장 부분 나무 그래프는 {\displaystyle T} 자신 밖에 없다.

## 역사
최소 비용 신장 나무 부분 그래프를 구하는 문제는 1926년에 오타카르 보루프카(체코어: Otakar Borůvka, 1899~1995)가 최초로 제시하였다.